# Aurélio Buta
Aurélio Gabriel Ulineia Buta (10 februari 1997) is een Portugees voetballer van Angolese afkomst. Hij speelt bij voorkeur als rechtsback. Aan het einde van het seizoen 2021-2022 verliet Buta Royal Antwerp FC transfervrij en ondertekende een contract bij Eintracht Frankfurt.

## Carrière

### Clubvoetbal
Aurélio Buta genoot zijn jeugdopleiding bij achtereenvolgens RD Águeda, SC Beira-Mar en SL Benfica. In het seizoen 2016/17 debuteerde hij op 19-jarige leeftijd in het profvoetbal. Dit deed hij voor Benfica B, het tweede elftal van de Portugese recordkampioen SL Benfica dat in de Segunda Liga uitkomt. In zijn eerste seizoen speelde hij 29 wedstrijden waarin hij twee keer tot scoren toekwam. Op 31 augustus 2017, de laatste dag van de zomerse transferperiode, werd bekend dat hij voor het seizoen 2017/18 verhuurd wordt aan Royal Antwerp FC. Antwerp kwam dat seizoen voor het eerst sinds 13 jaar terug uit in de Eerste klasse A, de hoogste voetbalafdeling in België. 
Na een huurperiode van één jaar in het seizoen 2017/18 werd de optie in de huurovereenkomst gelicht en werd Buta definitief aangetrokken door Royal Antwerp FC dat hem een contract voor drie jaar voorschotelde met optie op een vierde. Ook die optie werd gelicht zodat Buta uiteindelijk tot en met het seizoen 2021/22 voor 'The Great Old' uitkwam. Gekenmerkt door zijn explosiviteit, kwam hij tot 128 wedstrijden waarin hij goed was voor twee doelpunten en 21 assists. Een totaal dat helaas meermaals werd afgeremd door blessures. 
Na afloop van het seizoen 2021/22 besloten Royal Antwerp FC & Buta echter om de wegen te doen scheiden en het aflopende contract niet te verlengen. Na meerdere flirts met onder andere Engelse, Franse en Spaanse clubs, koos Buta voor een transfervrije overstap naar Eintracht Frankfurt. 

### Nationale ploeg
In de jeugdcategorieën speelde Buta verschillende interlands voor de jeugdploegen van het Portugees voetbalelftal. Hij was onder andere actief op het EK-17 2014, waar hij vier matchen betwistte. Portugal strandde uiteindelijk in de halve finale. Twee jaar later behoorde hij tot de selectie voor het EK-19, dat in Duitsland werd georganiseerd. Hij scoorde twee maal in de groepsfase. Uiteindelijk bleek Frankrijk met 1-3 te sterk in de halve finale.

## Statistieken
| Seizoen | Club                | Land               | Competitie      | Competitie | Competitie | Beker | Beker | Continentaal | Continentaal | Totaal | Totaal |
| Seizoen | Club                | Land               | Competitie      | Wed.       | Dlp.       | Wed.  | Dlp.  | Wed.         | Dlp.         | Wed.   | Dlp.   |
| ------- | ------------------- | ------------------ | --------------- | ---------- | ---------- | ----- | ----- | ------------ | ------------ | ------ | ------ |
| 2016/17 | SL Benfica B        | Vlag van Portugal  | Segunda Liga    | 29         | 2          | —     | —     | —            | —            | 29     | 2      |
| 2017/18 | → Royal Antwerp FC  | Vlag van België    | Eerste klasse A | 15         | 0          | 2     | 0     | —            | —            | 17     | 0      |
| 2018/19 | Royal Antwerp FC    | Vlag van België    | Eerste klasse A | 20         | 0          | 1     | 0     | —            | —            | 21     | 0      |
| 2019/20 | Royal Antwerp FC    | Vlag van België    | Eerste klasse A | 28         | 2          | 4     | 0     | 3            | 0            | 35     | 2      |
| 2020/21 | Royal Antwerp FC    | Vlag van België    | Eerste klasse A | 25         | 0          | 1     | 0     | 8            | 0            | 34     | 0      |
| 2021/22 | Royal Antwerp FC    | Vlag van België    | Eerste klasse A | 17         | 0          | 0     | 0     | 4            | 0            | 21     | 0      |
| 2022/23 | Eintracht Frankfurt | Vlag van Duitsland | Bundesliga      | 0          | 0          | 0     | 0     | 0            | 0            | 0      | 0      |
| TOTAAL  | TOTAAL              | TOTAAL             | TOTAAL          | 134        | 4          | 8     | 0     | 15           | 0            | 157    | 4      |

Bijgewerkt op 20 januari 2023.

## Erelijst
| Beker van België | 1x | 2019/20 |